# Canoë-kayak aux Jeux mondiaux de 2022
Navigation
Wrocław 2017 Chengdu 2025
Les épreuves de canoë-kayak des Jeux mondiaux de 2022 ont lieu entre le 11 et le 17 juillet 2022 ; deux disciplines sont inscrites au programme de ces mondiaux :
- comme pour l'édition précédente, deux tournois de kayak-polo (masculine et féminine) qui se déroulent au Birmingham Crossplex au 14 au 17 juillet ;
- les épreuves en ligne de canoë marathon (masculine et féminine) sur distance standard et distance sprint font leur apparition et ont lieu sur le lac du parc national d'Oak Mountain (en) les 11 et 12 juillet.

L'épreuve de marathon avait déjà figuré comme sport de démonstration aux Jeux mondiaux de 2013

## Organisation

### Canoë marathon
La liste de qualifiés était basée sur les résultats des championnats du monde de marathon de canoë ICF de 2021 qui avaient eu lieu à Pitești, en Roumanie. 23 pays représentent quatre continents sont qualifiés, l'Océanie ne pouvant qualifier aucun athlète en raison des restrictions de voyage liées à la pandémie de Covid-19 et aux blessures.
Chaque nation n'est autorisée à envoyer qu'un seul athlète pour chacune des épreuves en K1 masculin et féminin. Cet athlète pourra participer aux marathons en sprint et en distance standard. Il y aura 40 kayakistes, 20 chez les hommes et 20 chez les femmes.
À la suite des Championnats du monde de canoë-marathon, le premier bateau de chaque fédération continentale dans les courses sur distance standard  en K1 obtient un quota de places pour sa fédération. Ensuite, onze places de qualification seront attribuées aux nations les mieux classées non encore qualifiée dans l'épreuve de distance standard. Enfin, Trois places de qualification seront distribuées aux pays non encore qualifiée à partir des résultats de la course sur courte distance. Le pays hôte est assuré d'une place.
La Russie a perdu ses quotas à la suite du bannissement de la fédération par l'ICF.
| Hommes | Femmes |
| --- | --- |
| - Jesse Lishchuk - Andy Birkett - Franco Balboa - Lajos Gyokos - Mads Brandt Pedersen - SŁawomir Siwiec - Iván Alonso - Jérémy Candy - Bálint Noé - Eivind Andreas Vold - James Russell - José Ramalho - Petr Mojzisek - Joakim Lindberg - Nico Marco Paufler - Valerii Riabov - Joep Van Bakel - Marco Borgotti - Martin Nemček - Daan Cox | - Kaitlyn McElroy - Bridgitte Hartley - Cecilia Collueque - Emiri Watanabe - Vanda Kiszli - Maria Gomes - Samantha Rees-Clark - Eva Barrios - Jennifer Egan-Simmons - Carolina Silva - Anna Margrethe Sletsjøe - Cecilia Chiesa - Cathrine Rask - Inga Ardis - Katerina Milova - Anastasiia Mostovenko - Anna Zagorska - Rebecka Georgsdotter - Amélie Kessler - Zsóka Csikós |

### Kayak-polo
Huit équipes masculines et huit équipes féminines ont été invitées à concourir en fonction des résultats des championnats du monde de kayak-polo de l'ICF 2018, les championnats du monde de 2021 prévus à Rome et qui devaient servir d'épreuve de qualification ayant dû être annulés à cause de la pandémie de Covid-19.
Outre les États-Unis comme pays hôte, les six équipes les mieux classées des Championnats du monde sont qualifiées, la dernière place étant réservée à l'équipe la mieux classée d'un continent non encore qualifié tant que cette équipe est classée dans le top 12 (sinon, la prochaine équipe la mieux classée non encore qualifiée obtiendra une place de qualification).
- Pays parmi les 6 premiers mondiaux
- Place supplémentaire
- Pays hôte

| Place  | Équipe masculine | Équipe féminine  |
| ------ | ---------------- | ---------------- |
| 1      | Allemagne        | Allemagne        |
| 2      | Italie           | Royaume-Uni      |
| 3      | Espagne          | Italie           |
| 4      | France           | France           |
| 5      | Nouvelle-Zélande | Nouvelle-Zélande |
| 6      | Pays-Bas         | Pays-Bas         |
| 7      | Royaume-Uni      | Suisse           |
| 8      | Taipei chinois   | Espagne          |
| 9      | Danemark         | Singapour        |
| 10     | Pologne          | Taipei chinois   |
| 11     | Iran             | Danemark         |
| 12     | Australie        | États-Unis       |
| 13..19 |                  |                  |
| 20     | États-Unis       |                  |

## Compétitions

### Canoë marathon

#### Sprint (3 600m)
Légende :
- Q : Qualifié pour le tour suivant

| Série | Rang | Athlète         | Temps          | Écart         | Résultat |
| ----- | ---- | --------------- | -------------- | ------------- | -------- |
| 1     | 1    | Andy Birkett    | 14 min 0 s 3   | -             | Q        |
| 1     | 2    | Jérémy Candy    | 14 min 0 s 67  | 0 s 64        | Q        |
| 1     | 3    | Joakim Lindberg | 14 min 7 s 33  | 7 s 30        | Q        |
| 1     | 4    | Nico Paufler    | 14 min 11 s 58 | 11 s 55       | Q        |
| 1     | 5    | Balint Noe      | 14 min 33 s 75 | 33 s 72       | Q        |
| 1     | 6    | Marco Borgotti  | 14 min 34 s 32 | 34 s 29       | Q        |
| 1     | 7    | Valerii Riabov  | 14 min 48 s 65 | 48 s 62       | Q        |
| 1     | 8    | Daan Cox        | 14 min 50 s 94 | 50 s 91       | Q        |
| 1     | 9    | Petr Mojzisek   | 14 min 51 s 84 | 51 s 81       | Q        |
| 1     | -    | Martin Nemcek   | Forfait        | Forfait       |          |
| 2     | 1    | Mads Pedersen   | 14 min 9 s 65  | -             | Q        |
| 2     | 2    | Eivind Vold     | 14 min 10 s 16 | 0 s 51        | Q        |
| 2     | 3    | José Ramalho    | 14 min 10 s 22 | 0 s 57        | Q        |
| 2     | 4    | James Russel    | 14 min 12 s 38 | 2 s 73        | Q        |
| 2     | 5    | Iván Alonso     | 14 min 38 s 1  | 28 s 36       | Q        |
| 2     | 6    | Lajos Gyokos    | 14 min 39 s 88 | 30 s 23       | Q        |
| 2     | 7    | Joep van Bakel  | 15 min 19 s 17 | 1 min 9 s 52  |          |
| 2     | 8    | Slawomir Siwiec | 15 min 20 s 83 | 1 min 11 s 18 |          |
| 2     | 9    | Franco Balboa   | 15 min 22 s 38 | 1 min 12 s 73 |          |
| 2     | 10   | Jesse Lishchuk  | 16 min 33 s    | 2 min 23 s 35 |          |

| Rang               | Athlète         | Temps          | Écart         |
| ------------------ | --------------- | -------------- | ------------- |
| Médaille d'or      | Mads Pedersen   | 13 min 50 s 92 | -             |
| Médaille d'argent  | Nico Paufler    | 14 min 1 s 41  | 10 s 49       |
| Médaille de bronze | José Ramalho    | 14 min 4 s 6   | 13 s 14       |
| 4                  | Eivind Vold     | 14 min 17 s 88 | 26 s 96       |
| 5                  | Balint Noe      | 14 min 30 s 98 | 40 s 6        |
| 6                  | Jérémy Candy    | 14 min 31 s 59 | 40 s 67       |
| 7                  | Iván Alonso     | 14 min 31 s 69 | 40 s 77       |
| 8                  | Andy Birkett    | 14 min 38 s 68 | 47 s 76       |
| 9                  | Joakim Lindberg | 14 min 55 s 39 | 1 min 4 s 47  |
| 10                 | James Russel    | 15 min 6 s 98  | 1 min 16 s 8  |
| 11                 | Lajos Gyokos    | 15 min 7 s 22  | 1 min 16 s 30 |
| 12                 | Marco Borgotti  | 15 min 7 s 55  | 1 min 16 s 63 |
| 13                 | Daan Cox        | 15 min 11 s 80 | 1 min 20 s 88 |
| 14                 | Petr Mojzisek   | 15 min 12 s 7  | 1 min 21 s 5  |
| 15                 | Valerii Riabov  | 15 min 46 s 15 | 1 min 55 s 23 |

| Série | Rang | Athlète               | Temps          | Écart         | Résultat |
| ----- | ---- | --------------------- | -------------- | ------------- | -------- |
| 1     | 1    | Zsóka Csikós          | 16 min 4 s 27  | -             | Q        |
| 1     | 2    | Eva Barrios           | 16 min 4 s 76  | 0 s 49        | Q        |
| 1     | 3    | Samantha Rees-Clark   | 16 min 5 s 2   | 0 s 75        | Q        |
| 1     | 4    | Katerina Milova       | 16 min 24 s 42 | 20 s 15       | Q        |
| 1     | 5    | Maria Gomes           | 16 min 25 s 1  | 20 s 74       | Q        |
| 1     | 6    | Cecilia Collueque     | 16 min 34 s 71 | 30 s 44       | Q        |
| 1     | 7    | Cecilia Chiesa        | 16 min 55 s 53 | 51 s 26       | Q        |
| 1     | 8    | Anastasiia Mostovenko | 17 min 48 s 53 | 1 min 44 s 26 |          |
| 1     | 9    | Emiri Watanabe        | 18 min 23 s 54 | 2 min 19 s 27 |          |
| 1     | 10   | Carolina Silva        | 18 min 27 s 45 | 2 min 23 s 18 |          |
| 2     | 1    | Vanda Kiszli          | 15 min 53 s 45 | -             | Q        |
| 2     | 2    | Cathrine Rask         | 15 min 54 s    | 0 s 55        | Q        |
| 2     | 3    | Rebecka Georgsdotter  | 16 min 2 s 99  | 9 s 54        | Q        |
| 2     | 4    | Anna Sletsjoe         | 16 min 5 s 69  | 12 s 24       | Q        |
| 2     | 5    | Amélie Kessler        | 16 min 23 s 61 | 30 s 16       | Q        |
| 2     | 6    | Ardis Luda            | 16 min 26 s 35 | 32 s 90       | Q        |
| 2     | 7    | Anna Zagorska         | 16 min 32 s 88 | 39 s 43       | Q        |
| 2     | 8    | Bridgitte Hartley     | 16 min 49 s 30 | 55 s 85       | Q        |
| 2     | 9    | Kaitlyn McElroy       | 17 min 15 s 24 | 1 min 21 s 79 |          |
| 2     | -    | Jennifer Egan-Simmons | Forfait        | Forfait       |          |

| Rang               | Athlète              | Temps          | Écart         |
| ------------------ | -------------------- | -------------- | ------------- |
| Médaille d'or      | Vanda Kiszli         | 15 min 22 s 26 | -             |
| Médaille d'argent  | Eva Barrios          | 15 min 34 s 49 | 12 s 3        |
| Médaille de bronze | Zsóka Csikós         | 15 min 34 s 5  | 12 s 22       |
| 4                  | Cathrine Rask        | 15 min 53 s 75 | 30 s 59       |
| 5                  | Rebecka Georgsdotter | 15 min 53 s 97 | 31 s 29       |
| 6                  | Samantha Rees-Clark  | 16 min 6 s 41  | 44 s 51       |
| 7                  | Amélie Kessler       | 16 min 14 s 88 | 51 s 95       |
| 8                  | Maria Gomes          | 16 min 21 s 6  | 59 s 42       |
| 9                  | Anna Sletsjoe        | 16 min 30 s 6  | 1 min 7 s 60  |
| 10                 | Katerina Milova      | 16 min 31 s 47 | 1 min 9 s 1   |
| 11                 | Cecilia Collueque    | 16 min 37 s 58 | 1 min 15 s 12 |
| 12                 | Ardis Luda           | 16 min 38 s 32 | 1 min 15 s 86 |
| 13                 | Bridgitte Hartley    | 17 min 1 s 96  | 1 min 39 s 50 |
| 14                 | Cecilia Chiesa       | 17 min 3 s 64  | 1 min 41 s 18 |
| 15                 | Anna Zagorska        | 21 min 27 s 72 | 6 min 5 s 26  |

#### Standard (21km)
| Rang               | Athlète         | Temps              | Écart          |
| ------------------ | --------------- | ------------------ | -------------- |
| Médaille d'or      | Andy Birkett    | 1 h 23 min 52 s 83 | -              |
| Médaille d'argent  | Mads Pedersen   | 1 h 23 min 53 s 13 | 0 s 30         |
| Médaille de bronze | Iván Alonso     | 1 h 25 min 14 s 82 | 1 min 21 s 99  |
| 4                  | José Ramalho    | 1 h 36 min 13 s 23 | 2 min 20 s 40  |
| 5                  | Eivind Vold     | 1 h 26 min 13 s 25 | 2 min 20 s 42  |
| 6                  | Nico Paufler    | 1 h 27 min 36 s 58 | 3 min 43 s 75  |
| 7                  | James Russel    | 128 h 4 min 33 s   | 4 min 11 s 50  |
| 8                  | Joakim Lindberg | 128 h 5 min 73 s   | 4 min 12 s 90  |
| 9                  | Joep van Bakel  | 1 h 28 min 23 s 3  | 4 min 30 s 20  |
| 10                 | Lajos Gyokos    | 1 h 28 min 36 s 29 | 4 min 43 s 46  |
| 11                 | Marco Borgotti  | 1 h 29 min 24 s 35 | 5 min 31 s 52  |
| 12                 | Balint Noe      | 1 h 29 min 26 s 20 | 5 min 33 s 37  |
| 13                 | Valerii Riabov  | 1 h 29 min 27 s 2  | 5 min 34 s 19  |
| 14                 | Petr Mojzisek   | 1 h 29 min 30 s 2  | 5 min 37 s 19  |
| 15                 | Slawomir Siwiec | 1 h 30 min 2 s 65  | 6 min 9 s 82   |
| 16                 | Daan Cox        | 1 h 34 min 47 s 20 | 10 min 54 s 37 |

| Rang               | Athlète               | Temps              | Écart          |
| ------------------ | --------------------- | ------------------ | -------------- |
| Médaille d'or      | Vanda Kiszli          | 1 h 32 min 40 s 76 | -              |
| Médaille d'argent  | Cathrine Rask         | 1 h 32 min 56 s 66 | 15 s 90        |
| Médaille de bronze | Eva Barrios           | 1 h 34 min 16 s 65 | 1 min 35 s 89  |
| 4                  | Zsóka Csikós          | 1 h 34 min 17 s 69 | 1 min 36 s 93  |
| 5                  | Rebecka Georgsdotter  | 1 h 34 min 18 s 54 | 1 min 37 s 78  |
| 6                  | Samantha Rees-Clark   | 1 h 34 min 41 s 12 | 2 min 0 s 36   |
| 7                  | Anna Sletsjoe         | 1 h 37 min 9 s 14  | 4 min 28 s 38  |
| 8                  | Katerina Milova       | 1 h 37 min 16 s    | 4 min 35 s 24  |
| 9                  | Amélie Kessler        | 1 h 37 min 29 s 55 | 4 min 48 s 79  |
| 10                 | Maria Gomes           | 1 h 37 min 43 s 15 | 5 min 2 s 39   |
| 11                 | Anna Zagorska         | 1 h 38 min 17 s 57 | 5 min 36 s 81  |
| 12                 | Cecilia Collueque     | 1 h 39 min 53 s 62 | 7 min 12 s 86  |
| 13                 | Bridgitte Hartley     | 1 h 39 min 56 s 3  | 7 min 15 s 27  |
| 14                 | Ardis Luda            | 1 h 41 min 31 s 51 | 8 min 50 s 75  |
| 15                 | Cecilia Chiesa        | 1 h 43 min 9 s 26  | 10 min 28 s 50 |
| 16                 | Anastasiia Mostovenko | 1 h 43 min 21 s 52 | 10 min 40 s 76 |

### Kayak-polo

#### Tournoi masculin

##### Tour préliminaire
|   | Équipe           | Points | J | V | N | D | BP | BC | +/- |
| - | ---------------- | ------ | - | - | - | - | -- | -- | --- |
| 1 | France           | 9      | 3 | 3 | 0 | 0 | 17 | 2  | +15 |
| 2 | Allemagne        | 6      | 3 | 2 | 0 | 1 | 20 | 6  | +14 |
| 3 | Nouvelle-Zélande | 3      | 3 | 1 | 0 | 2 | 14 | 11 | +3  |
| 4 | États-Unis       | 0      | 3 | 0 | 0 | 3 | 3  | 35 | -32 |

| 14 juillet | Allemagne        | 5  | 3 | Nouvelle-Zélande |
| 14 juillet | France           | 11 | 0 | États-Unis       |
| 15 juillet | Allemagne        | 1  | 3 | France           |
| 15 juillet | Nouvelle-Zélande | 10 | 3 | États-Unis       |
| 15 juillet | Allemagne        | 14 | 0 | États-Unis       |
| 15 juillet | Nouvelle-Zélande | 1  | 3 | France           |

|   | Équipe         | Points | J | V | N | D | BP | BC | +/- |
| - | -------------- | ------ | - | - | - | - | -- | -- | --- |
| 1 | Italie         | 9      | 3 | 3 | 0 | 0 | 14 | 6  | +8  |
| 2 | Espagne        | 4      | 3 | 1 | 1 | 1 | 12 | 12 | 0   |
| 3 | Pays-Bas       | 3      | 3 | 1 | 0 | 2 | 14 | 15 | -1  |
| 4 | Taipei chinois | 1      | 3 | 0 | 1 | 2 | 7  | 14 | -7  |

| 14 juillet | Italie   | 7 | 1 | Pays-Bas       |
| 14 juillet | Espagne  | 3 | 3 | Taipei chinois |
| 15 juillet | Italie   | 4 | 3 | Espagne        |
| 15 juillet | Pays-Bas | 8 | 2 | Taipei chinois |
| 15 juillet | Italie   | 3 | 2 | Taipei chinois |
| 15 juillet | Pays-Bas | 5 | 6 | Espagne        |

##### Phase finale
|  | Quarts de finale | Quarts de finale |            |            | Demi-finales | Demi-finales |   |  | Finale     | Finale     |
|  | Quarts de finale | Quarts de finale |            |            | Demi-finales | Demi-finales |   |  | Finale     | Finale     |
|  |                  |                  |            |            |              |              |   |  |            |            |
|  | 16 juillet       | 16 juillet       |            |            | 17 juillet   | 17 juillet   |   |  | 17 juillet | 17 juillet |
|  | 16 juillet       | 16 juillet       |            |            | 17 juillet   | 17 juillet   |   |  | 17 juillet | 17 juillet |
|  | France           | 9                |            |            | 17 juillet   | 17 juillet   |   |  | 17 juillet | 17 juillet |
|  | France           | 9                |            |            | 17 juillet   | 17 juillet   |   |  | 17 juillet | 17 juillet |
|  | Taipei chinois   | 0                |            |            | 17 juillet   | 17 juillet   |   |  | 17 juillet | 17 juillet |
|  | Taipei chinois   | 0                | France     | 5          |              |              |   |  | 17 juillet | 17 juillet |
|  | 16 juillet       |                  | France     | 5          |              |              |   |  | 17 juillet | 17 juillet |
|  |                  | Espagne          | 4          |            |              |              |   |  | 17 juillet | 17 juillet |
|  | Espagne          | Espagne          | 4          | 4          |              |              |   |  | 17 juillet | 17 juillet |
|  | Espagne          |                  |            | 4          |              |              |   |  | 17 juillet | 17 juillet |
|  | Nouvelle-Zélande | 3                |            |            |              |              |   |  | 17 juillet | 17 juillet |
|  | Nouvelle-Zélande | 3                | France     | 1          |              |              |   |  |            |            |
|  | 16 juillet       |                  | France     | 1          |              |              |   |  |            |            |
|  |                  | Allemagne        | 6          |            |              |              |   |  |            |            |
|  | Italie           | Allemagne        | 6          | 11         |              |              |   |  |            |            |
|  | Italie           | 17 juillet       |            | 11         |              |              |   |  |            |            |
|  | États-Unis       | 2                |            |            |              |              |   |  |            |            |
|  | États-Unis       | 2                | Italie     | 1          |              |              |   |  |            |            |
|  | 16 juillet       | 16 juillet       | Italie     | 1          | 3e place     | 3e place     |   |  |            |            |
|  | 16 juillet       | 16 juillet       |            | Allemagne  | 3e place     | 3e place     | 2 |  |            |            |
|  | Allemagne        | 5                | 17 juillet | 17 juillet |              |              | 2 |  |            |            |
|  | Allemagne        | 5                | 17 juillet | 17 juillet |              |              |   |  |            |            |
|  | Pays-Bas         | 0                |            | Espagne    | 4            |              |   |  |            |            |
|  | Pays-Bas         | 0                |            | Espagne    | 4            |              |   |  |            |            |
|  |                  |                  |            |            |              |              |   |  | Italie     | 3          |
|  |                  |                  |            |            |              |              |   |  | Italie     | 3          |

##### Matches de classement
|  | Matches de classement | Matches de classement |                |   | 5e place   | 5e place   |
|  | Matches de classement | Matches de classement |                |   | 5e place   | 5e place   |
|  |                       |                       |                |   |            |            |
|  | 16 juillet            | 16 juillet            |                |   | 16 juillet | 16 juillet |
|  | 16 juillet            | 16 juillet            |                |   | 16 juillet | 16 juillet |
|  | Taipei chinois        | 5                     |                |   | 16 juillet | 16 juillet |
|  | Taipei chinois        | 5                     |                |   | 16 juillet | 16 juillet |
|  | Nouvelle-Zélande      | 3                     |                |   | 16 juillet | 16 juillet |
|  | Nouvelle-Zélande      | 3                     | Taipei chinois | 3 |            |            |
|  | 16 juillet            |                       | Taipei chinois | 3 |            |            |
|  |                       | Pays-Bas              | 4              |   |            |            |
|  | États-Unis            | Pays-Bas              | 4              | 2 |            |            |
|  | États-Unis            |                       |                | 2 |            |            |
|  | Pays-Bas              | 8                     |                |   |            |            |
|  | Pays-Bas              | 8                     | 7e place       |   |            |            |
|  |                       |                       |                |   |            |            |
|  | 16 juillet            |                       |                |   |            |            |
|  |                       |                       |                |   |            |            |
|  | Nouvelle-Zélande      | 10                    |                |   |            |            |
|  | Nouvelle-Zélande      | 10                    |                |   |            |            |
|  | États-Unis            | 1                     |                |   |            |            |
|  | États-Unis            | 1                     |                |   |            |            |

##### Classement final
| Rang               | Équipe           |
| ------------------ | ---------------- |
| Médaille d'or      | Allemagne        |
| Médaille d'argent  | France           |
| Médaille de bronze | Espagne          |
| 4                  | Italie           |
| 5                  | Pays-Bas         |
| 6                  | Taipei chinois   |
| 7                  | Nouvelle-Zélande |
| 8                  | États-Unis       |

#### Tournoi féminin

##### Tour préliminaire
|   | Équipe           | Points | J | V | N | D | BP | BC | +/- |
| - | ---------------- | ------ | - | - | - | - | -- | -- | --- |
| 1 | France           | 7      | 3 | 2 | 1 | 0 | 21 | 5  | +16 |
| 2 | Allemagne        | 7      | 3 | 2 | 1 | 0 | 19 | 4  | +15 |
| 3 | Nouvelle-Zélande | 3      | 3 | 1 | 0 | 2 | 13 | 14 | -1  |
| 4 | États-Unis       | 0      | 3 | 0 | 0 | 3 | 1  | 31 | -30 |

| 14 juillet | Allemagne        | 5  | 2 | Nouvelle-Zélande |
| 14 juillet | France           | 10 | 1 | États-Unis       |
| 15 juillet | Allemagne        | 2  | 2 | France           |
| 15 juillet | Nouvelle-Zélande | 9  | 0 | États-Unis       |
| 15 juillet | Allemagne        | 12 | 0 | États-Unis       |
| 15 juillet | Nouvelle-Zélande | 2  | 9 | France           |

|   | Équipe          | Points | J | V | N | D | BP | BC | +/- |
| - | --------------- | ------ | - | - | - | - | -- | -- | --- |
| 1 | Italie          | 9      | 3 | 3 | 0 | 0 | 12 | 6  | +6  |
| 2 | Pays-Bas        | 6      | 3 | 2 | 0 | 1 | 11 | 8  | +3  |
| 3 | Singapour       | 3      | 3 | 1 | 0 | 2 | 10 | 12 | -2  |
| 4 | Grande-Bretagne | 0      | 3 | 0 | 0 | 3 | 8  | 15 | -7  |

| 14 juillet | Grande-Bretagne | 0 | 5 | Pays-Bas  |
| 14 juillet | Italie          | 3 | 1 | Singapour |
| 15 juillet | Grande-Bretagne | 3 | 4 | Italie    |
| 15 juillet | Pays-Bas        | 4 | 3 | Singapour |
| 15 juillet | Grande-Bretagne | 5 | 6 | Singapour |
| 15 juillet | Pays-Bas        | 2 | 5 | Italie    |

##### Phase finale
|  | Quart de finale  | Quart de finale  |            |                  | Demi-finales | Demi-finales |   |  | Finale     | Finale     |
|  | Quart de finale  | Quart de finale  |            |                  | Demi-finales | Demi-finales |   |  | Finale     | Finale     |
|  |                  |                  |            |                  |              |              |   |  |            |            |
|  | 16 juillet       | 16 juillet       |            |                  | 17 juillet   | 17 juillet   |   |  | 17 juillet | 17 juillet |
|  | 16 juillet       | 16 juillet       |            |                  | 17 juillet   | 17 juillet   |   |  | 17 juillet | 17 juillet |
|  | France           | 6                |            |                  | 17 juillet   | 17 juillet   |   |  | 17 juillet | 17 juillet |
|  | France           | 6                |            |                  | 17 juillet   | 17 juillet   |   |  | 17 juillet | 17 juillet |
|  | Grande-Bretagne  | 2                |            |                  | 17 juillet   | 17 juillet   |   |  | 17 juillet | 17 juillet |
|  | Grande-Bretagne  | 2                | France     | 3                |              |              |   |  | 17 juillet | 17 juillet |
|  | 16 juillet       |                  | France     | 3                |              |              |   |  | 17 juillet | 17 juillet |
|  |                  | Nouvelle-Zélande | 1          |                  |              |              |   |  | 17 juillet | 17 juillet |
|  | Pays-Bas         | Nouvelle-Zélande | 1          | 4                |              |              |   |  | 17 juillet | 17 juillet |
|  | Pays-Bas         |                  |            | 4                |              |              |   |  | 17 juillet | 17 juillet |
|  | Nouvelle-Zélande | 5                |            |                  |              |              |   |  | 17 juillet | 17 juillet |
|  | Nouvelle-Zélande | 5                | France     | 3                |              |              |   |  |            |            |
|  | 16 juillet       |                  | France     | 3                |              |              |   |  |            |            |
|  |                  | Allemagne        | 0          |                  |              |              |   |  |            |            |
|  | Italie           | Allemagne        | 0          | 12               |              |              |   |  |            |            |
|  | Italie           | 17 juillet       |            | 12               |              |              |   |  |            |            |
|  | États-Unis       | 1                |            |                  |              |              |   |  |            |            |
|  | États-Unis       | 1                | Italie     | 1                |              |              |   |  |            |            |
|  | 16 juillet       | 16 juillet       | Italie     | 1                | 3e place     | 3e place     |   |  |            |            |
|  | 16 juillet       | 16 juillet       |            | Allemagne        | 3e place     | 3e place     | 4 |  |            |            |
|  | Allemagne        | 5                | 17 juillet | 17 juillet       |              |              | 4 |  |            |            |
|  | Allemagne        | 5                | 17 juillet | 17 juillet       |              |              |   |  |            |            |
|  | Singapour        | 0                |            | Nouvelle-Zélande | 4            |              |   |  |            |            |
|  | Singapour        | 0                |            | Nouvelle-Zélande | 4            |              |   |  |            |            |
|  |                  |                  |            |                  |              |              |   |  | Italie     | 2          |
|  |                  |                  |            |                  |              |              |   |  | Italie     | 2          |

##### Matches de classement
|  | Matches de classement | Matches de classement |          |   | 5e place   | 5e place   |
|  | Matches de classement | Matches de classement |          |   | 5e place   | 5e place   |
|  |                       |                       |          |   |            |            |
|  | 16 juillet            | 16 juillet            |          |   | 16 juillet | 16 juillet |
|  | 16 juillet            | 16 juillet            |          |   | 16 juillet | 16 juillet |
|  | Grande-Bretagne       | 4                     |          |   | 16 juillet | 16 juillet |
|  | Grande-Bretagne       | 4                     |          |   | 16 juillet | 16 juillet |
|  | Pays-Bas              | 5                     |          |   | 16 juillet | 16 juillet |
|  | Pays-Bas              | 5                     | Pays-Bas | 4 |            |            |
|  | 16 juillet            |                       | Pays-Bas | 4 |            |            |
|  |                       | Singapour             | 1        |   |            |            |
|  | États-Unis            | Singapour             | 1        | 2 |            |            |
|  | États-Unis            |                       |          | 2 |            |            |
|  | Singapour             | 6                     |          |   |            |            |
|  | Singapour             | 6                     | 7e place |   |            |            |
|  |                       |                       |          |   |            |            |
|  | 16 juillet            |                       |          |   |            |            |
|  |                       |                       |          |   |            |            |
|  | Grande-Bretagne       | 7                     |          |   |            |            |
|  | Grande-Bretagne       | 7                     |          |   |            |            |
|  | États-Unis            | 2                     |          |   |            |            |
|  | États-Unis            | 2                     |          |   |            |            |

##### Classement final
| Rang               | Équipe           |
| ------------------ | ---------------- |
| Médaille d'or      | France           |
| Médaille d'argent  | Allemagne        |
| Médaille de bronze | Nouvelle-Zélande |
| 4                  | Italie           |
| 5                  | Pays-Bas         |
| 6                  | Singapour        |
| 7                  | Grande-Bretagne  |
| 8                  | États-Unis       |

## Médaillés
| Épreuves        | Or | Argent | Bronze |
| --------------- | --- | --- | --- |
| Canoë marathon  | | | |
| Sprint hommes   | Mads Pedersen | Nico Paufler | José Ramalho |
| Standard hommes | Andy Birkett | Mads Pedersen | Iván Alonso |
| Sprint femmes   | Vanda Kiszli | Eva Barrios | Zsóka Csikós |
| Standard femmes | Vanda Kiszli | Cathrine Rask | Eva Barrios |
| Kayak-polo      | | | |
| Hommes          | Allemagne- Arne Linus Beckmann - Jonas Gauselmann - Marco Hoppstock - René Kirchoff - Julian Oskar Prescher - Tim Riecke - Lennart Unterfeld - Jonas Vieren | France- Christophe Belat - Patrice Belat - Baptiste Cotta - Clément Kindig - Antoine Le Floch Decorchemont - Alan Lignel - David Linet - Benoît Richer | Espagne- Javier Arego - Alejandro Casal - Sergio Corbella - Alejandro Gordo - Angel Gordo - Ivan Hoyo - Samuel Pardavila - Alejandro Valls  |
| Femmes          | France- Eloïse Frigot - Mélissa Ledormeur - Clotilde Lemasle - Céleste Louis - Camille Meyer - Claire Moal - Marion Robert - Aline Roulland                 | Allemagne- Elena Gilles - Katharina Kruse - Jill Lara Rutzen - Svenja Schaeper - Nele Schmalenbach - Jule Schwarz - Hilke Sophie Vogt - Leonie Wagner  | Nouvelle-Zélande- Julie Bolton - Kate Bolton - Casey Hales - Erin Moore - Klara Richter - Emma Sutherland - Georgia Wheeler - Sophie Winton |

## Tableau des médailles
| Rang  | Nation           | Or | Argent | Bronze | Total |
| ----- | ---------------- | -- | ------ | ------ | ----- |
| 1     | Hongrie          | 2  | 0      | 1      | 3     |
| 2     | Allemagne        | 1  | 2      | 0      | 3     |
| 2     | Danemark         | 1  | 2      | 0      | 3     |
| 4     | France           | 1  | 1      | 0      | 2     |
| 5     | Afrique du Sud   | 1  | 0      | 0      | 1     |
| 6     | Espagne          | 0  | 1      | 3      | 4     |
| 7     | Portugal         | 0  | 0      | 1      | 1     |
| 7     | Nouvelle-Zélande | 0  | 0      | 1      | 1     |
| Total | Total            | 6  | 6      | 6      | 18    |